# Сара Джесси
Сара Джесси (англ. Sarah Jessie, настоящее имя англ. Angela Marie Clardy; род. 26 декабря 1977, Детройт, Мичиган) — американская порноактриса и эротическая модель, лауреатка премии Inked Awards.

## Биография
Родилась и выросла в Детройте (Мичиган), про себя в интервью говорит, что она — дочь от брака хиппи. Четыре года жила в Германии и Австралии. В Австралии изучала бизнес, а также начала интересоваться эротической индустрией, некоторое время работала стриптизёршей. Затем переехала в Калифорнию, заключив контракт с агентством. Карьеру порноактрисы начала в июне 2007 года, в возрасте 29 лет.
Первые съёмки Сары — сцена для студии Naughty America вместе с Эваном Стоуном и Сативой Роуз. Несмотря на то, что она начала работу в порно раньше 30 лет, всё же большая часть профессиональной карьеры актрисы пришлась на четвёртый десяток, и поэтому из-за возраста, фигуры и атрибутов её, как и многих других актрис, в различных каталогах и интернет-изданиях причисляют к MILF-актрисам. Также Сару можно назвать представителем жанра альтернативной порнографии из-за большого количества татуировок и пирсинга — у девушки есть татуировки в виде красных цветов и зелёных листьев на верхней части спины (2008 год), в виде китайского иероглифа над поясницей, татуировка на правом предплечье (2008 год), а также пирсинг в пупке и половых губах, за который она даже была номинирована на премию Spank Bank Awards в 2019 году.
Снимается для таких студий, как Adam & Eve, Wicked Pictures, Hustler, Girlfriends Films, Penthouse, Digital Playground, Brazzers, Burning Angel, Elegant Angel, Kink.com, Reality Kings, Devil's Film и другие.
В 2010 году впервые снялась в сцене анального секса в Hell’s Kittens.
В 2015 году получила премию Inked Awards, а также была номинирована на AVN Awards в категории «лучшая групповая сцена» за роль в Aftermath. Два года спустя снова была представлена на AVN Awards в номинации «лучшая сцена секса в виртуальной реальности» за Sarah Jessie’s X3 Extreme VR Experience. В 2018 году номинирована на XBIZ Award за лучшую секс-сцену во всем секс-фильме за Jessica Drake is Wicked.
По данным на октябрь 2019 года, снялась более чем в 280 фильмах.
11 августа 2020 года родила дочь.

## Награды и номинации
| Год  | Церемония         | Результат | Номинация                                  | Работа                                  |
| ---- | ----------------- | --------- | ------------------------------------------ | --------------------------------------- |
| 2013 | Sex Awards        | Номинация | Лучшее тело в порно                        | н/д                                     |
| 2015 | AVN Awards        | Номинация | Лучшая групповая сцена                     | Aftermath                               |
| 2015 | AVN Awards        | Номинация | Премия поклонников: лучшая грудь           | н/д                                     |
| 2015 | Inked Awards      | Победа    | Feature of the Year                        | н/д                                     |
| 2016 | AVN Awards        | Номинация | Премия поклонников: лучшая грудь           | н/д                                     |
| 2017 | AVN Awards        | Номинация | Лучшая секс-сцена в виртуальной реальности | Sarah Jessie’s X3 Extreme VR Experience |
| 2018 | XBIZ Award        | Номинация | Лучшая секс-сцена во всём секс-фильме      | Jessica Drake is Wicked                 |
| 2019 | AVN Awards        | Номинация | Премия фанатов: самая горячая MILF         | н/д                                     |
| 2019 | Spank Bank Awards | Номинация | Лучший пирсинг                             | н/д                                     |

## Избранная фильмография
- Big Juggs vs. Thugs[13],
- Cheating Lovers[14],
- Dirty Wives Club 13[15],
- Erocktavision 9[16],
- Give Me The Milk 2[17],
- Home Invasion[18],
- Modern MILFs[19],
- Nightclub Fucking[20],
- Porn Fidelity 16[21],
- Slip 'N Slide[22],
- Unfaithful MILFs[23].